# Dentatisyllis mortoni
Dentatisyllis mortoni är en ringmaskart som beskrevs av Ding, Leicher och Westheide 1998. Dentatisyllis mortoni ingår i släktet Dentatisyllis och familjen Syllidae. Inga underarter finns listade i Catalogue of Life.